# Julien Kialunda
Julien Kialunda (* 24. April 1940 in Matadi; † 14. September 1987 in Antwerpen) war ein kongolesischer Fußballspieler.

## Karriere

### Vereine
Kialunda war von 1960 – wenige Monate nach der Unabhängigkeit seines Geburtslandes von Belgien – bis 1965 als Mittelfeldspieler für den belgischen Verein Royale Union Saint-Gilloise aktiv, die Saison 1963/64 – Abstieg bedingt – eine Saison lang in der Division 1B, der zweithöchsten Spielklasse im belgischen Fußball. Während seiner Vereinszugehörigkeit bestritt er bei drei Austragungen des Wettbewerbs um den Messestädte-Pokal insgesamt neun internationale Pokalspiele. Seine ersten beiden Spiele waren die beiden Erstrundenbegegnungen am 27. September und 4. Oktober 1961 gegen den schottischen Verein Heart of Midlothian aus Edinburgh. Bei der 5. Austragung 1962/63 (jeweils beide Erst- und Zweitrundenspiele, sowie das notwendig gewordene Entscheidungsspiel gegen Dinamo Zagreb) gelang ihm am 17. Oktober 1962 beim 4:2-Sieg über Olympique Marseille im Erstrundenrückspiel mit dem Treffer zum 4:1 in der 50. Minute sein einziges Tor in diesem Wettbewerb. 1964/65 scheiterte er mit seiner Mannschaft jeweils mit 0:1 gegen Juventus Turin erneut nach der 1. Runde.
Zum Abwehrspieler „umgeschult“, kam er dann für den RSC Anderlecht in der Division 1A von 1965 bis 1973 zum Einsatz. Bereits am Ende seiner Premierensaison gewann er mit der Mannschaft die Meisterschaft, die er in den beiden Folgesaisons erneut gewann. Am Saisonende 1971/72 gewann er mit dem Double und den erneuten Pokalgewinn 1973 seinen insgesamt sechsten Titel. Des Weiteren – und aufgrund der errungenen Meisterschaften – bestritt er bei vier Teilnahmen am Wettbewerb um den Europapokal der Landesmeister insgesamt zwölf Spiele. Bei zwei Teilnahmen um den Intertoto-Cup wurde er viermal, bei der Premiere um den UEFA-Pokal 1971/72 einmal und bei zwei Teilnahmen um den Messestädte-Pokal insgesamt elfmal eingesetzt. In diesem kam er mit seiner Mannschaft, mit dem Einzug ins Finale, am weitesten. Wurde am 22. April 1970 der FC Arsenal noch mit 3:1 in Brüssel bezwungen, so verlor er mit seiner Mannschaft das Rückspiel am 28. April 1970 in London mit 0:3.
Für seinen letzten Verein, den Royal Uccle Sport, spielte er von 1973 bis 1975 unterhalb der vierten Liga.

### Nationalmannschaft
Für die im Zeitraum von 1971 bis 1997 unter dem Namen Zaire existierende A-Nationalmannschaft kam er in fünf Länderspielen zum Einsatz. Diese bestritt er während des vom 23. Februar bis 5. März 1972 in Kamerun ausgetragenen Turniers um den Afrika-Cup. Als Sieger mit seiner Mannschaft aus der Gruppe B hervorgegangen, in der er alle Spiele bestritten hatte, kam er anschließend auch im Halbfinale bei der 3:4-Niederlage n. V. gegen die Nationalmannschaft Malis in Douala und im Spiel um Platz 3 bei der 2:5-Niederlage gegen die Nationalmannschaft Kameruns in Yaoundé zum Einsatz.

## Erfolge
- Vierter Afrika-Meisterschaft 1972
- Messestädte-Pokal-Finalist 1970
- Belgischer Meister 1966, 1967, 1968, 1972
- Belgischer Pokal-Sieger 1972, 1973
- Meister Division 1B 1964